# Hypnale nepa
Hypnale nepa là một loài rắn trong họ Rắn lục. Loài này được Laurenti mô tả khoa học đầu tiên năm 1768.